# امامزاده علی اسماعیل
امامزاده علی اسماعیل مربوط به دوره قاجار است و در ایوانکی، مجاور امامزاده عاقب واقع شده و این اثر در تاریخ ۲۵ اسفند ۱۳۸۰ با شمارهٔ ثبت ۵۶۶۵ به‌عنوان یکی از آثار ملی ایران به ثبت رسیده است.